# Eisbrecher (Wasserbau)

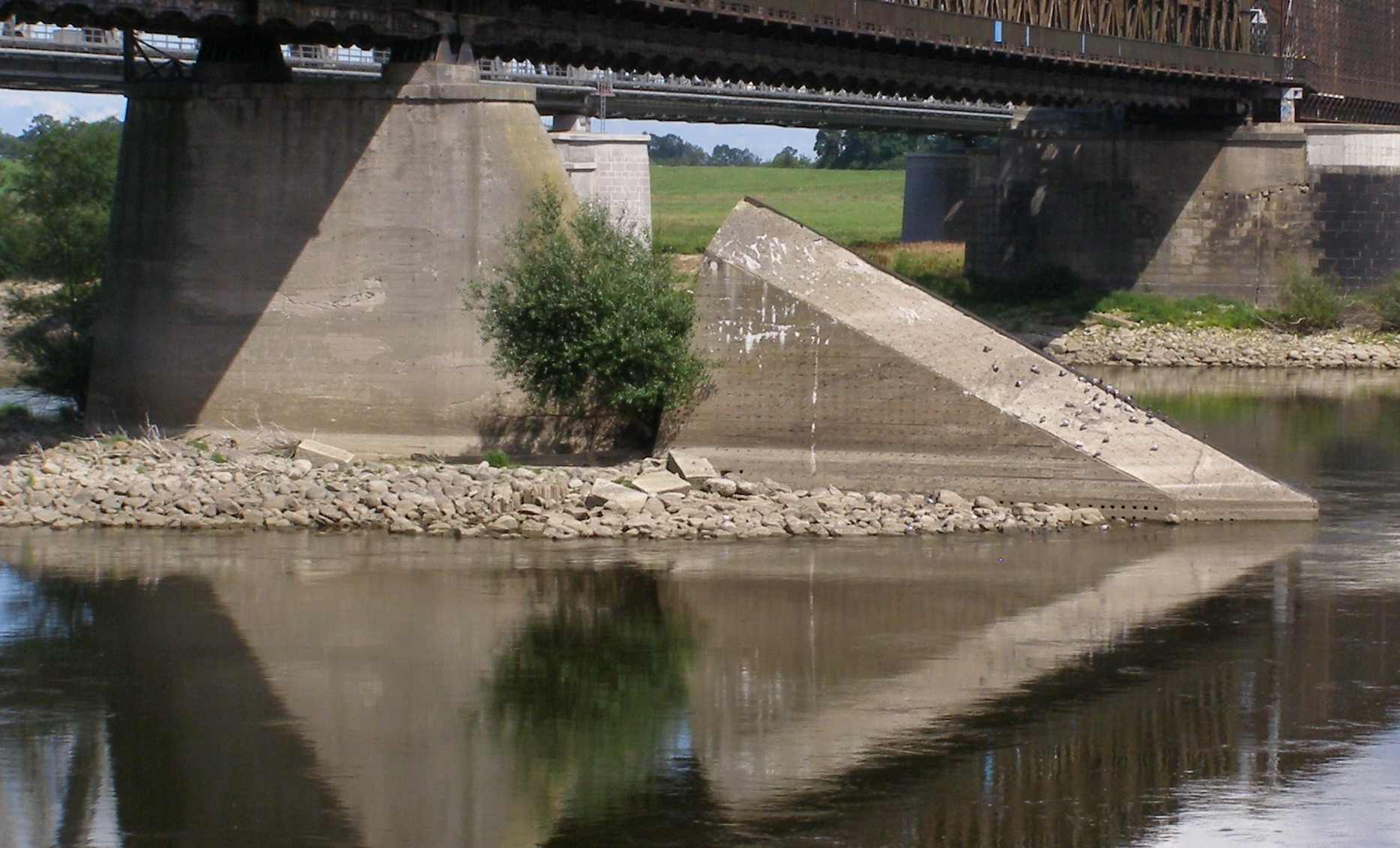
Eisabweiser an der Weichselbrücke bei Tczew

Als Eisbrecher, auch  Eisbock oder Eisabweiser, werden oberstromseitig errichtete Schutzbauten und keilförmig verstärkte Brückenpfeiler an treibeisgefährdeten Brücken bezeichnet. Daneben existieren auch am Ufer speziell installierte keilförmige Befestigungen, die vor Eisgang schützen.
Die einige Meter oberhalb der Brücke in das Flussbett eingerammten Balken oder eisernen Schienen sollen die Brückenjoche und Pfeiler gegen den Eisgang, konkret den Andrang großer kompakter Treibeisschollen schützen, indem diese Eisschollen bereits vor dem Erreichen der Brücke durch den Eisbrecher in kleinere Schollen geteilt werden.
Gegen Eisgang und Hochwasser auf der Elbe wurden in der Sächsischen Schweiz auch Bollwerke mit dem Namen Habe errichtet.
Ungeschützte Gebäude wurden bei schwerem Eisgang, wie das Jahrtausendhochwasser im Winter 1783/84 in Köln und besonders in Mülheim am Rhein und Neuss zeigte, vom Eisgang weggerissen.

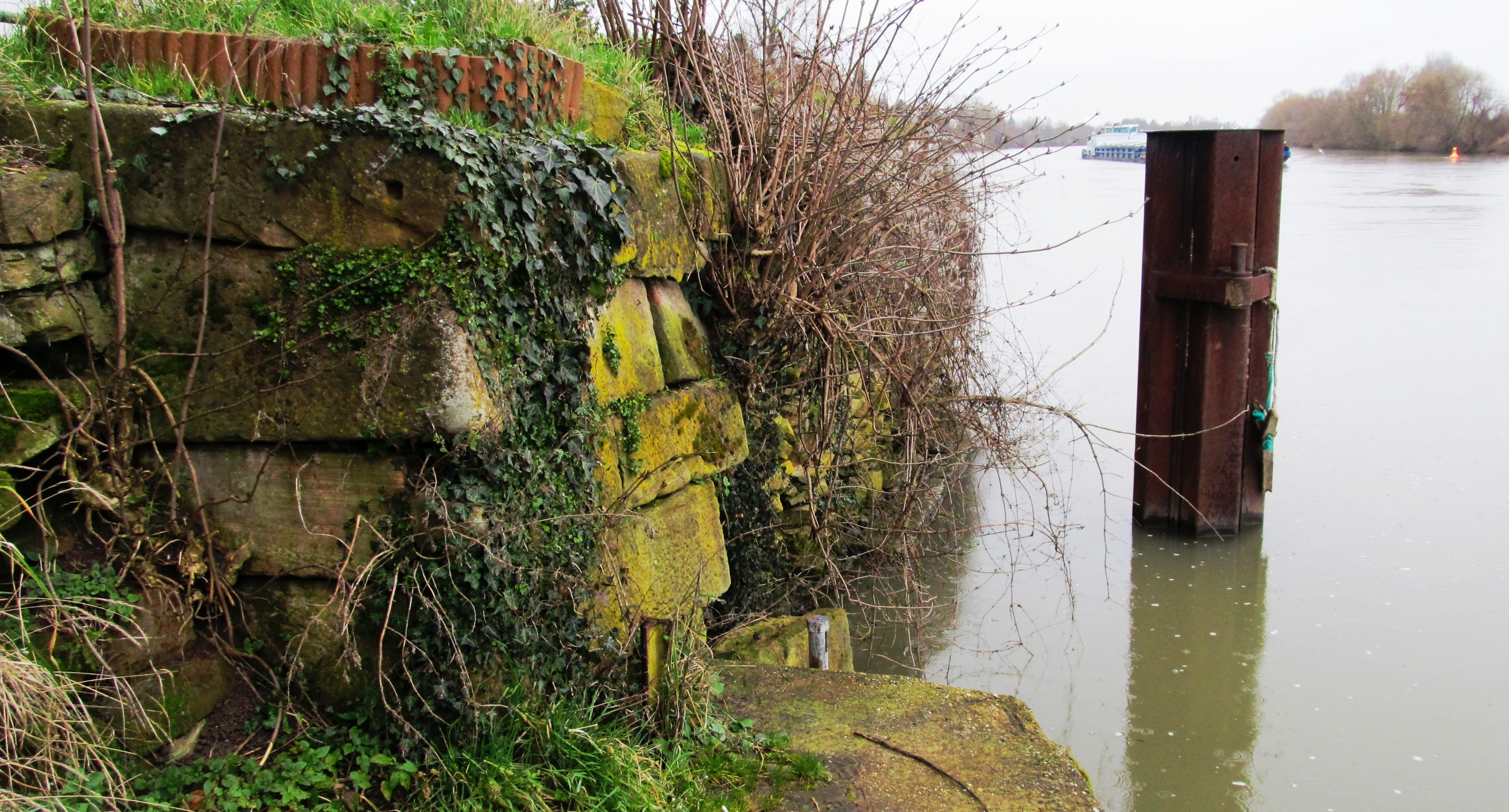
Historischer Eisbrecher am Neckarufer von Edingen (Rhein-Neckar-Kreis), 2014

## Kulturdenkmal Eisbrecher in Edingen-Neckarhausen
Unmittelbar am Neckarufer in Edingen finden sich die Reste einer mächtigen Befestigungsmauer aus Buntsandstein, die teilweise überbaut, teilweise aber auch nicht mehr vorhanden ist. Die Anlage, die heute nur noch wenig Beachtung findet, diente früher als Steinbollwerk gegen die folgenreichen Frühjahrshochwässer am Unteren Neckar.
Welche katastrophalen Zerstörungen der damals noch unregulierte Neckar anrichten konnte, zeigte sich im Frühjahr 1784, als ein schweres Hochwasser verbunden mit Eisgang die unmittelbar am Fluss liegende Gemeinde Neckarhausen nahezu zerstörte. Insgesamt waren 13 Tote sowie ein hoher Sachschaden von 56.000 Gulden zu beklagen. Über 200 Einwohner aus Neckarhausen verloren ihr Obdach und mussten im benachbarten Edingen in Notunterkünften untergebracht werden. Dort gab es zwar auch Schäden, diese waren aber nicht mit Neckarhausen zu vergleichen.
Die Naturkatastrophe war Anlass zur Errichtung erster Hochwasserschutzmaßnahmen zwischen Mannheim und Edingen. Über die Umsetzung und die Finanzierung der Bauwerke war man allerdings uneins. Vor allem fehlte es an Geld. Der Bau des steinernen Eiskeils am Neckarufer war erst möglich, nachdem Kurfürst Karl Friedrich von Baden ein Drittel der Kosten aus der Generallandeskasse übernahm. Erstmals tauchen der Eisbrecher sowie die dazugehörige Schutzmauer auf den Karten Gemarkungsatlas und auf Gemälden des niederländisch-deutschen Landschaftsmalers Johann Cornelius Mali (1828–1865) in der zweiten Hälfte des 19. Jh. auf. Der Eisbrecher bei Edingen ist damit wohl das älteste Kulturdenkmal zum Hochwasserschutz am Unteren Neckar. Obwohl als Denkmal gelistet, bröckelt das Bauwerk seit Jahrzehnten vor sich hin. Inzwischen ist der Eisbrecher zu großen Teilen in den Fluss gestürzt.

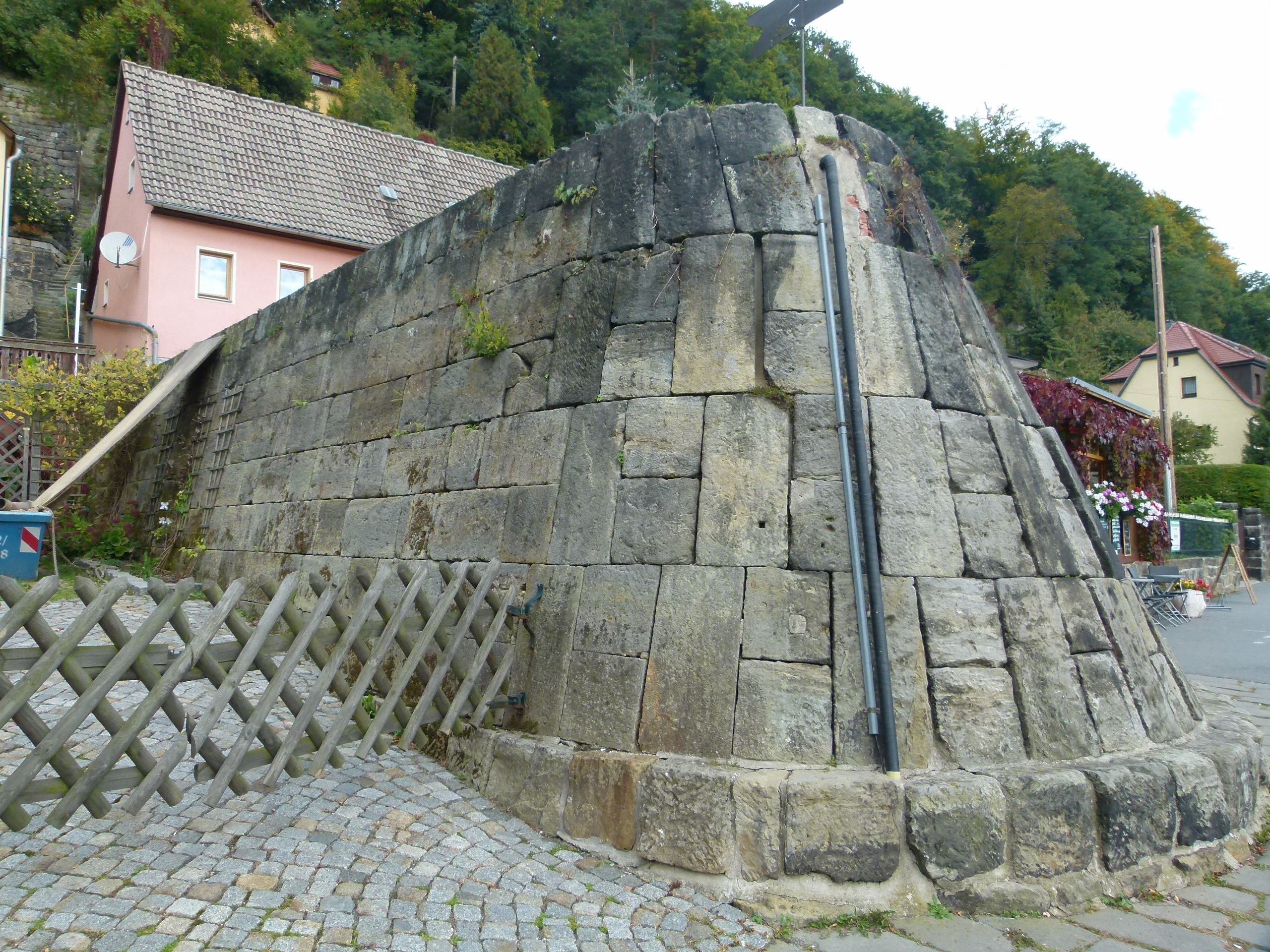
„Habe“-Bollwerk gegen Eisgang in Stadt Wehlen
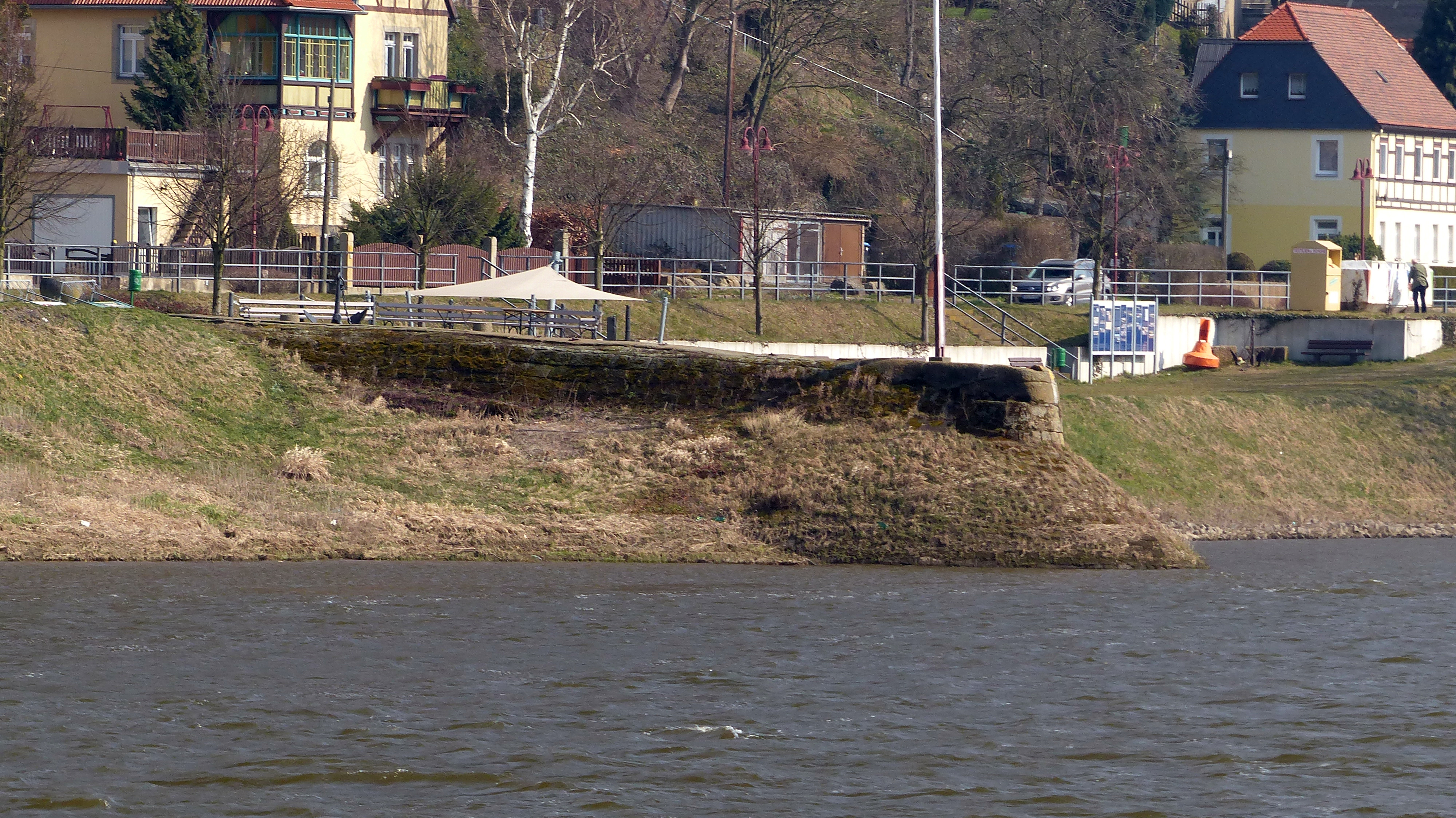
„Habe“ in Postelwitz, Bad Schandau
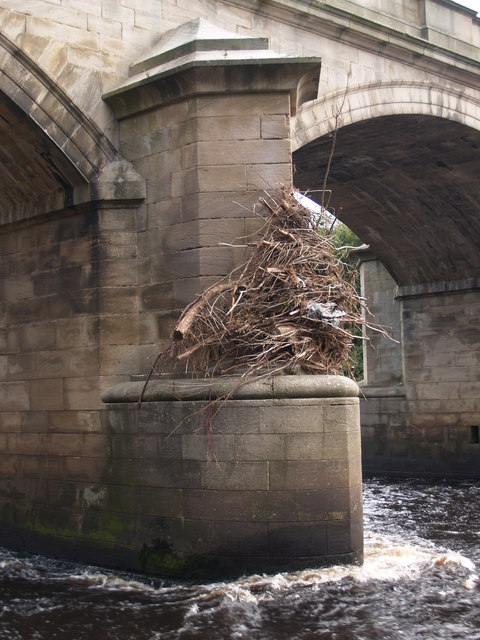
Eisabweiser Bywell Bridge erb. 1836, Northumberland
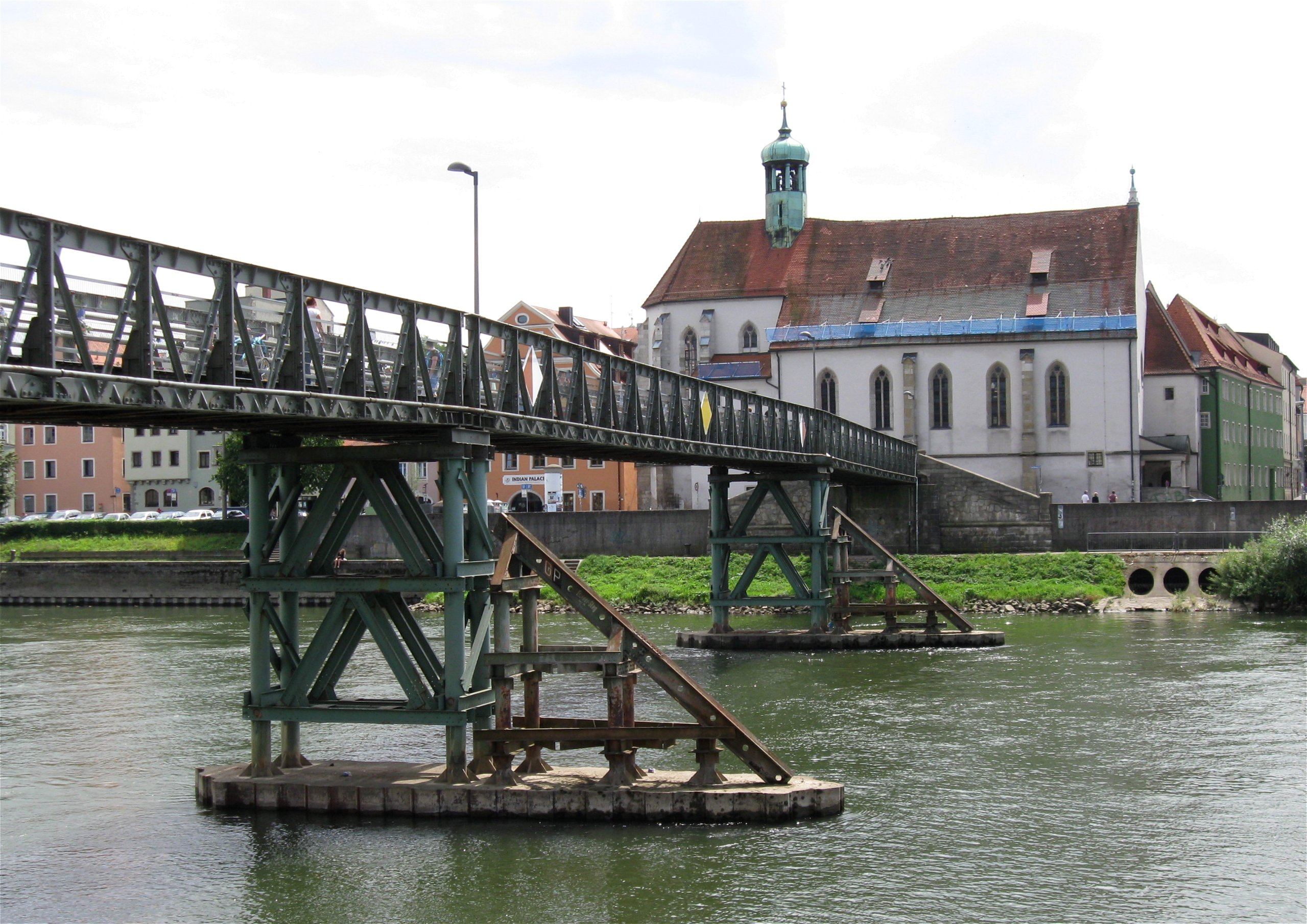
Eisbrecher aus Stahl am Eisernen Steg in Regensburg
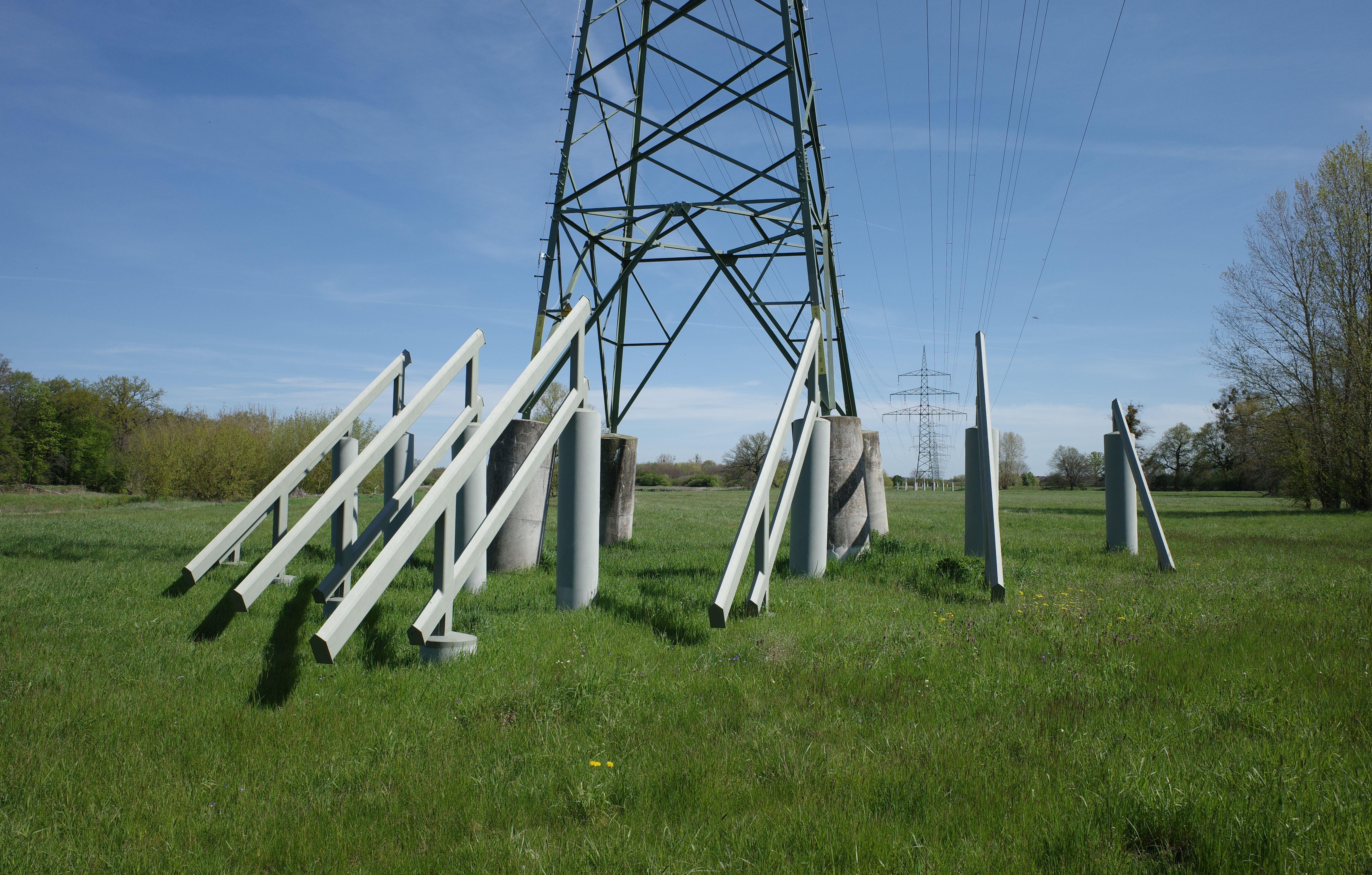
Freileitung mit Eisabweiser an der Mulde im Biosphärenreservat Mittelelbe

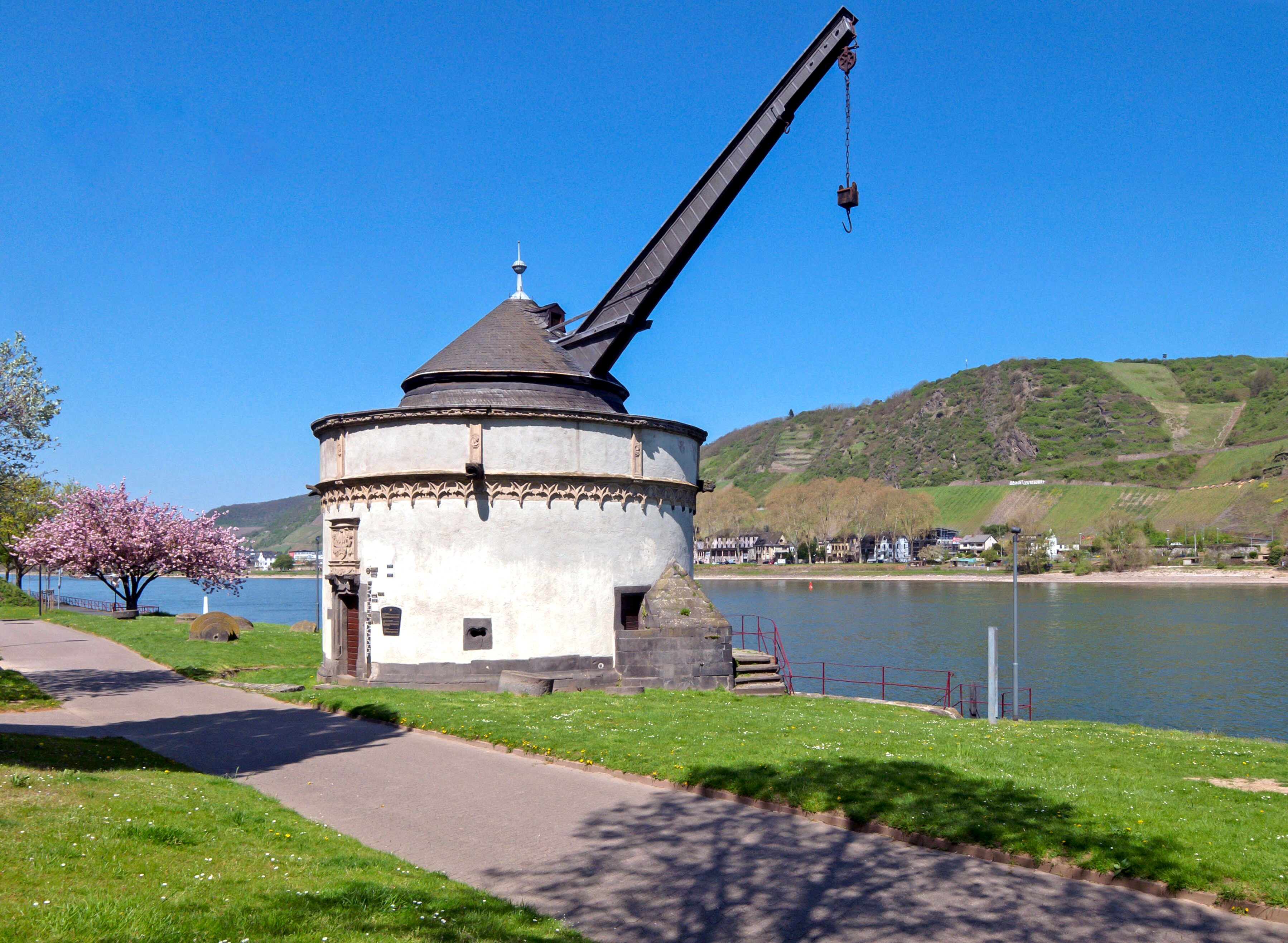
Der Alte Krahnen in Andernach aus dem 16. Jahrhundert wird an der ufernahen Südostseite von einem kleinen Pfeiler vor Eisgang geschützt.

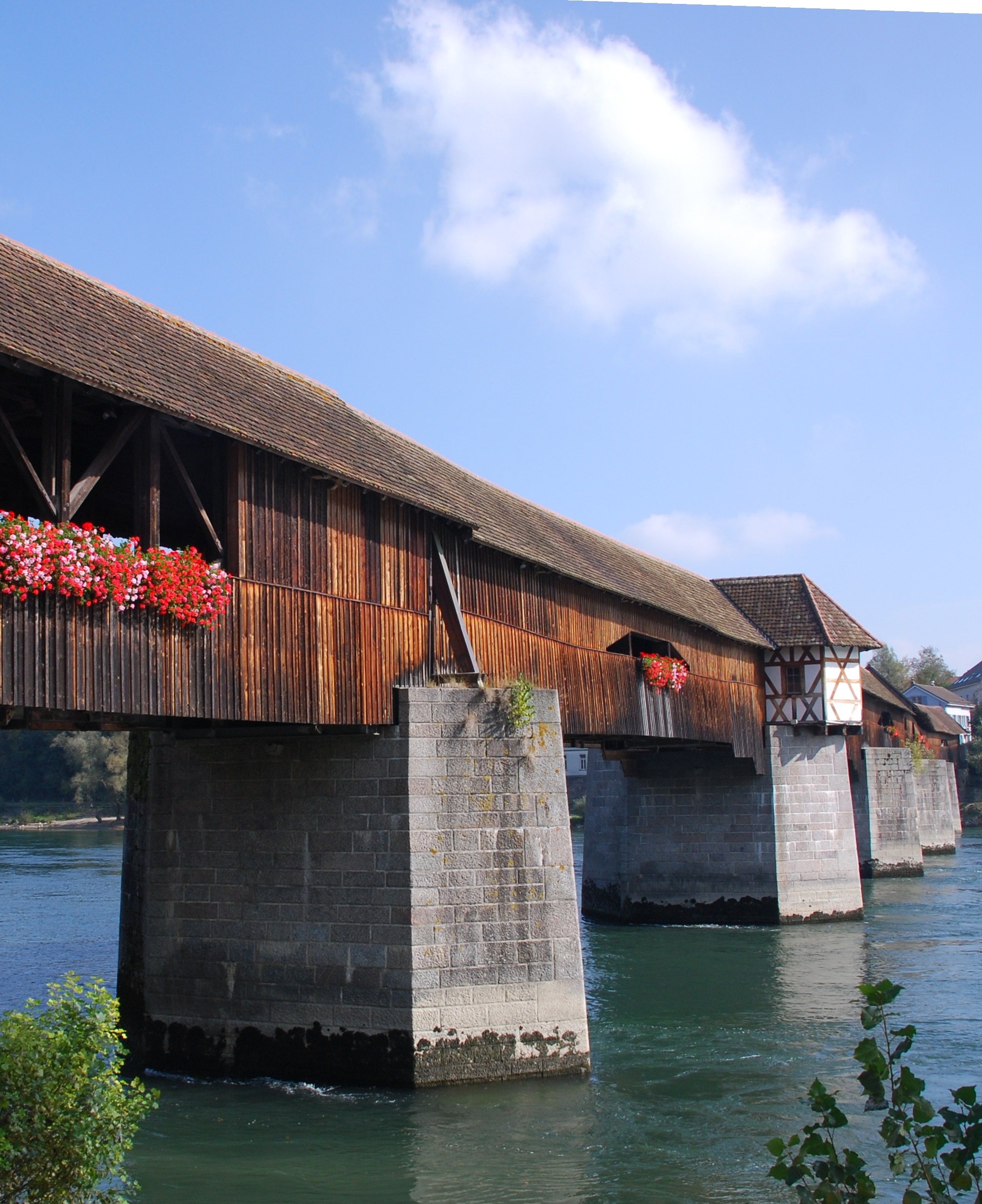
Holzbrücke Bad Säckingen mit spitz zulaufenden Basaltpfeiler

## Eisbrecher an Rhein, Main und Mosel
Viele historische Eisbrecher an Rhein, Main und Mosel wurden aus Basaltsteinen gebaut.
Die Stadt Andernach wird vom im Nordosten der Stadtmauer vorgelagerten kanonenbestückten Bollwerk mit spitzwinkliger Schanze zum Rhein geschützt, da die Stadt in einer Rheinbiegung liegend treibeisgefährdet war. Dieses Bollwerk wurde früher als eine ufernahe Verteidigungsbastion genutzt, heute ist es ein Kriegsopfergedenkstätte.
Der Alte Krahnen in Andernach aus dem 16. Jahrhundert hat als Besonderheit einen Basalteisbrecher rheinaufwärts vorgebaut.
Der 1784 errichtete Alte Kranen in Marktbreit am Main mit einem Schutz aus Basalt ausgestattet, da dessen hölzerner Vorgängerbau dem Eisgang desselben Winters 1784 zum Opfer fiel.
Auch besonders treibeisgefährdete Brückenpfeiler aus Basalt wie die der Balduinbrücke über die Mosel in Koblenz und die Holzbrücke von Bad Säckingen über  den Hochrhein wurden in entsprechender spitzwinkliger Form gebaut, um mit dem integrierten Eisbrecher die antreibenden Eisschollen zu zerteilen und damit das Bauwerk zu schützen.